# Goera archaon
Goera archaon är en nattsländeart som beskrevs av Ross 1947. Goera archaon ingår i släktet Goera och familjen grusrörsnattsländor. Inga underarter finns listade i Catalogue of Life.